# Vieux-Habitants
Vieux-Habitants är en kommun i det franska utomeuropeiska departementet Guadeloupe i Västindien. År 2022 hade kommunen 7 040 invånare.

## Befolkningsutveckling
Antalet invånare i kommunen Vieux-Habitants
| Referens: INSEE |